# Elizabeth Wriothesley
Elizabeth Wriothesley nata Vernon, contessa di Southampton (Hodnet, 11 gennaio 1572 – 23 novembre 1655) è stata una delle principali dame di compagnia di Elisabetta I d'Inghilterra negli ultimi anni del suo regno.

## Famiglia
È nata a Hodnet, Shropshire, Inghilterra da Sir John Vernon di Hodnet ed Elizabeth Devereux. Da parte di sua madre, Elizabeth era la pronipote di Henry Stafford, secondo duca di Buckingham, e anche di Walter Devereux, 1 ° Visconte di Hereford, e una grande pronipote di Thomas Grey, primo marchese di Dorset e di sua moglie Cecily Bonville. Da parte del padre, invece, Elizabeth era la discendente di John Talbot, 1 ° Conte di Shrewsbury, William de Ros, 7 ° barone de Ros, e del  Baroni Touchet.

## Matrimonio e figli
Il 30 agosto 1598 Elizabeth sposò Henry Wriothesley, terzo conte di Southampton, il dedicatario dei sonetti di Shakespeare. Il matrimonio avvenne dopo che Elizabeth scoprì di essere incinta. 
Quando la Regina lo scoprì, avendo sia Elizabeth che suo marito rinchiusi nella Fleet prison, dopo il loro rilascio, non furono più ricevuti nella sua corte.
Elizabeth e Henry ebbero diversi figli, tra cui:
1. Lady Penelope Wriothesley (18 novembre 1598 - 16 luglio 1667) che sposò William Spencer, secondo Baron Spencer, da cui ebbe dei figli.
2. Wriothesley Lady Anne (nata nel 1600) che sposò Robert Farley di Wallop Wallop.
3. Thomas Wriothesley (10 Mar 1607 - 16 maggio 1667) che divenne il 4 ° Conte di Southampton e sposò Rachel de Massue, figlia di Daniel de Massue, Seigneur de Ruvigny, da cui ebbe due figlie, Elizabeth, Viscontessa Campden (morta nel 1679) e  Rachel, Lady Russell.

## Teoria di una connessione con Shakespeare
Un professore tedesco di  inglese, Hildegard Hammerschmidt-Hummel, ha proposto una teoria, basata principalmente su un sonetto apocrito. Egli sostiene che sia stato scritto dallo stesso William Shakespeare, e testimoniato da alcuni ritratti, che Elizabeth Wriothesley era un amante del poeta. Sua figlia Penelope è, secondo questa teoria, figlia di Shakespeare. L'autore sottolinea che in questo modo, Lady Diana Spencer è una discendente di William Shakespeare.